# 札幌ブロックリーグ
札幌ブロックリーグ（さっぽろブロックリーグ）は、北海道の札幌市を中心とした地区で行われている社会人サッカーリーグである。

## 概要
北海道サッカーリーグの下部にあたるブロックリーグ（他の都府県における都道府県リーグに相当）のうちの一つである。札幌地区サッカー協会に所属するクラブチームが参加する。
従来、札幌地区のチームは小樽地区・千歳地区とともに道央ブロックリーグに参加していたが、2012年のブロック再編により札幌地区が分離し発足した。
下位カテゴリとして、札幌地区サッカー協会が主催する札幌社会人サッカーリーグ（6部制）が存在する。

### 方式
6チームによる2回戦総当たりで行われる。試合時間は90分。
会場は札幌地区の各会場を用いる。主に利用される会場は以下の通り。
- 札幌厚別公園競技場（メイン・サブ）
- 札幌サッカーアミューズメントパーク（天然芝・人工芝）
- 東雁来公園サッカー場
- 北海道立野幌総合運動公園陸上競技場
- 白旗山競技場

### 昇格
優勝チームはブロックリーグ決勝大会の参加権を得る。同大会で定められた成績を収めると北海道サッカーリーグ昇格となる。

### 降格
ブロックリーグ最下位（6位）はSリーグ（札幌社会人サッカーリーグ1部）に自動降格。Sリーグ優勝チームがブロックリーグに自動昇格。ただし、上位リーグでの昇降格結果により変更となる場合がある。
2024年以前は、ブロックリーグ5位とSリーグ2位による入替戦を行っていた。

## 参加クラブ（2025年）
| チーム                               | 前年度成績      | 備考               |
| ------------------------------------ | --------------- | ------------------ |
| 札幌北大クラブ                       | 札幌ブロック2位 |                    |
| 札幌蹴球団                           | 札幌ブロック3位 |                    |
| 札幌ヒヤシンスFC                     | 札幌ブロック4位 |                    |
| アンフィニVANKEI.FC                  | 札幌ブロック5位 | 入替戦に勝利し残留 |
| 北海道フォルトゥナフットボールクラブ | Sリーグ1位      | 自動昇格           |
| SOCC.10th                            | Sリーグ2位      | 自動昇格           |

## 年度別成績
凡例
- ↑# ：プレーオフの結果昇格
- * ：プレーオフの結果昇格せず
- * ：プレーオフの結果降格せず
- ↓# ：プレーオフの結果降格
- ↓ ：自動降格

| 年度 | 1位                  | 2位              | 3位                 | 4位                 | 5位                         | 6位                  | 7位         | 出典            |
| ---- | -------------------- | ---------------- | ------------------- | ------------------- | --------------------------- | -------------------- | ----------- | --------------- |
| 2012 | 日本通運FC*          | ボタンダウンFC   | 札幌ウインズFC      | 札幌真栄グランデ*   | ベアフット北海道↓           | Revolt↓              | ―           | [ 9 ]           |
| 2013 | 札幌真栄グランデ*    | 札幌ヒヤシンスFC | 日本通運FC          | ボタンダウンFC      | 札幌ウインズFC↓#            | アンフィニVANKEI.FC↓ | ―           | [ 12 ]          |
| 2014 | 北海道藻友クラブ*    | 日本通運FC↑#     | 札幌ヒヤシンスFC    | 札幌真栄グランデ    | 佐川急便*                   | ボタンダウンFC↓      | ―           | [ 14 ]          |
| 2015 | 札幌北大クラブ↑#     | 札幌ヒヤシンスFC | 北海道藻友クラブ    | 札幌真栄グランデ    | 佐川急便                    | アンフィニVANKEI.FC↓ | ―           | [ 15 ]          |
| 2016 | 佐川急便札幌*        | 札幌ヒヤシンスFC | 札幌真栄グランデ    | 北海道藻友クラブ*   | JR北海道フットボール倶楽部↓ | SSSシェフィールド↓   | ―           | [ 17 ]          |
| 2017 | 北海道藻友クラブ*    | 札幌北大クラブ   | 佐川急便札幌        | 札幌市役所*         | 札幌ヒヤシンスFC↓           | 札幌真栄グランデ↓    | ―           | [ 19 ]          |
| 2018 | 日本通運FC↑#         | 札幌北大クラブ   | 北海道藻友クラブ    | 佐川急便札幌        | ボタンダウンFC↓#            | 札幌市役所↓          | ―           | [ 21 ]          |
| 2019 | 札大GP↑#             | 札幌ヒヤシンスFC | 北海道藻友クラブ    | 札幌真栄グランデ    | 札幌北大クラブ*             | 佐川急便札幌↓        | ―           | [ 23 ]          |
| 2020 | アンフィニVANKEI.FC* | 札幌市役所       | 札幌北大クラブ      | 札幌ヒヤシンスFC    | 北海道藻友クラブ            | 札幌真栄グランデ     | ―           | [ 24 ]          |
| 2021 | 札幌ヒヤシンスFC*    | 札幌北大クラブ   | ソレラマ札幌        | アンフィニVANKEI.FC | 北海道藻友クラブ            | 札幌真栄グランデ     | 札幌市役所↓ | [ 25 ] [ 注 1 ] |
| 2022 | 日本通運FC↑#         | 札幌ヒヤシンスFC | アンフィニVANKEI.FC | 札幌北大クラブ      | 北海道藻友クラブ*           | M.C.↓                | ―           | [ 27 ]          |
| 2023 | アンフィニVANKEI.FC* | 札幌ヒヤシンスFC | 札幌北大クラブ*     | 北海道藻友クラブ↓   | YUTO.SC↓                    | 札幌市役所↓          | ―           | [ 29 ]          |
| 2024 | sabas↑#              | 札幌北大クラブ   | 札幌蹴球団          | 札幌ヒヤシンスFC    | アンフィニVANKEI.FC*        | 日本通運FC↓          | ―           | [ 31 ]          |